# Боден (Вестервальд)
Боден (нем. Boden) — община в Германии, в земле Рейнланд-Пфальц.
Входит в состав района Вестервальд. Подчиняется управлению Монтабаур. Население составляет 574 человека (на 31 декабря 2010 года). Занимает площадь 2,30 км².